# Yukarı Yufkalı, Araban
Yukarıyufkalı là một xã thuộc huyện Araban, tỉnh Gaziantep, Thổ Nhĩ Kỳ. Dân số thời điểm năm 2011 là 94 người.